# IEEE 802.11s
IEEE 802.11s входит в состав стандарта IEEE 802.11, позволяет организовать иерархические беспроводные ad-hoc-сети с мобильными и статическими узлами (mesh-сети), расширяет функциональность беспроводного доступа в Интернет и позволяет реализовывать точки доступа с охватом на порядок более высоким, чем у привычных хот-спотов.